# Zizou Bergs
Zizou Bergs (* 3. června 1999) je belgický profesionální tenista. Ve své dosavadní kariéře na okruhu ATP Tour nevyhrál žádný turnaj. Na challengerech ATP a okruhu ITF získal dvanáct titulů ve dvouhře a čtyři ve čtyřhře.
Na žebříčku ATP byl nejvýše ve dvouhře klasifikován v lednu 2025 na 60. místě a ve čtyřhře pak listopadu 2023 na 265. místě. Trénuje ho bývalý belgický tenista Ruben Bemelmans.

## Finále na okruhu ATP Tour
| Legenda                       |
| ----------------------------- |
| D – dvouhra; Č – čtyřhra      |
| Grand Slam (0–0 D)            |
| Turnaj mistrů (0–0 D)         |
| ATP Tour Masters 1000 (0–0 D) |
| ATP Tour 500 (0–0 D)          |
| ATP Tour 250 (0–1 D)          |

### Dvouhra: 1 (0–1)
| Stav      | č. | datum          | turnaj                | kategorie | povrch | soupeř ve finále | výsledek |
| --------- | -- | -------------- | --------------------- | --------- | ------ | ---------------- | -------- |
| Finalista | 1. | 11. ledna 2025 | Auckland, Nový Zéland | ATP 250   | tvrdý  | Gaël Monfils     | 3–6, 4–6 |

## Tituly na challengerech ATP a okruhu ITF
| Legenda                |
| ---------------------- |
| Challengery (8 D, 0 Č) |
| Futures (4 D, 4 Č)     |

### Dvouhra (12 titulů)
| č.  | datum         | turnaj                     | povrch    | soupeř ve finále | výsledek                |
| --- | ------------- | -------------------------- | --------- | ---------------- | ----------------------- |
| 1.  | leden 2018    | Antalya, Turecko           | tvrdý     | Dimitar Kuzmanov | 6–3, 6–4                |
| 2.  | květen 2018   | Visla, Polsko              | antuka    | Michael Vrbenský | 3–6, 6–1, 6–2           |
| 3.  | březen 2019   | Dauhá, Katar               | tvrdý     | Adrian Obert     | 6–4, 6–1                |
| 4.  | listopad 2020 | Bratislava, Slovensko      | tvrdý (h) | Bogdan Bobrov    | 6–4, 6–2                |
| 5.  | březen 2021   | Petrohrad, Rusko           | tvrdý (h) | Altug Celikbilek | 6–4, 3–6, 6–4           |
| 6.  | březen 2021   | Lille, Francie             | tvrdý (h) | Grégoire Barrère | 4–6, 6–1, 7–6(7–5)      |
| 7.  | červen 2021   | Almaty, Kazachstán         | antuka    | Timofej Skatov   | 4–6, 6–3, 6–2           |
| 8.  | červen 2022   | Ilkley, Spojené království | tráva     | Jack Sock        | 7–6(9–7), 2–6, 7–6(8–6) |
| 9.  | duben 2023    | Tallahassee, USA           | antuka    | Wu Tchun-lin     | 7–5, 6–2                |
| 10. | listopad 2023 | Drummondville, Kanada      | tvrdý (h) | James Duckworth  | 6–4, 7–5                |
| 11. | listopad 2023 | Jokkaiči, Japonsko         | tvrdý     | Michael Mmoh     | 6–2, 7–6(7–2)           |
| 12. | duben 2024    | Tallahassee, USA           | antuka    | Mitchell Krueger | 6–4, 7–6(11–9)          |

### Čtyřhra (4 tituly)
| Č. | Datum         | Turnaj            | Povrch | Spoluhráč            | Soupeři ve finále          | Výsledek         |
| 1. | březen 2018   | Dauhá, Katar      | tvrdý  | Fred Simonsson       | Marek Gengel Matěj Vocel   | 6–4, 3–6, [10–6] |
| 2. | březen 2019   | Dauhá, Katar      | tvrdý  | Geoffrey Blancaneaux | Arnaud Bovy Jesper de Jong | 6–2, 6–4         |
| 3. | srpen 2019    | Koksijde, Belgie  | antuka | Dan Added            | Romain Barbosa Arnaud Bovy | 6–4, 3–6, [10–3] |
| 4. | listopad 2019 | Monastir, Tunisko | antuka | Francesco Vilardo    | Aziz Dougaz Benjamin Lock  | 6–3, 6–4         |